# Grant Brits
Grant Brits (Johannesburg, 11 agosto 1987) è un nuotatore australiano.

## Palmarès
- Olimpiadi

Pechino 2008: bronzo nella 4x200m sl.
- Mondiali.

Melbourne 2007: argento nella 4x200m sl.
- Mondiali in vasca corta

Shanghai 2006: argento nella 4x200m sl.
Manchester 2008: oro nella 4x200m sl.